# Agrocybe
Agrocybe là một chi nấm trong họ Strophariaceae, thuộc bộ Agaricales. Chi này có phân bố rộng rãi với khoảng 100 loài trên toàn thế giới.
Loài nấm ăn được trong chi, Agrocybe aegerita có những tên gọi thông thường như Poplar mushroom (nấm bạch dương), hay Chestnut mushroom (nấm hạt dẻ) (tên tiếng Trung Quốc: 茶樹菇).

## Danh sách chọn lọc một số loài
- Agrocybe acericola
- Agrocybe aegerita
- Agrocybe allocystis
- Agrocybe amara
- Agrocybe arvalis
- Agrocybe cylindracea
- Agrocybe dura
- Agrocybe erebia

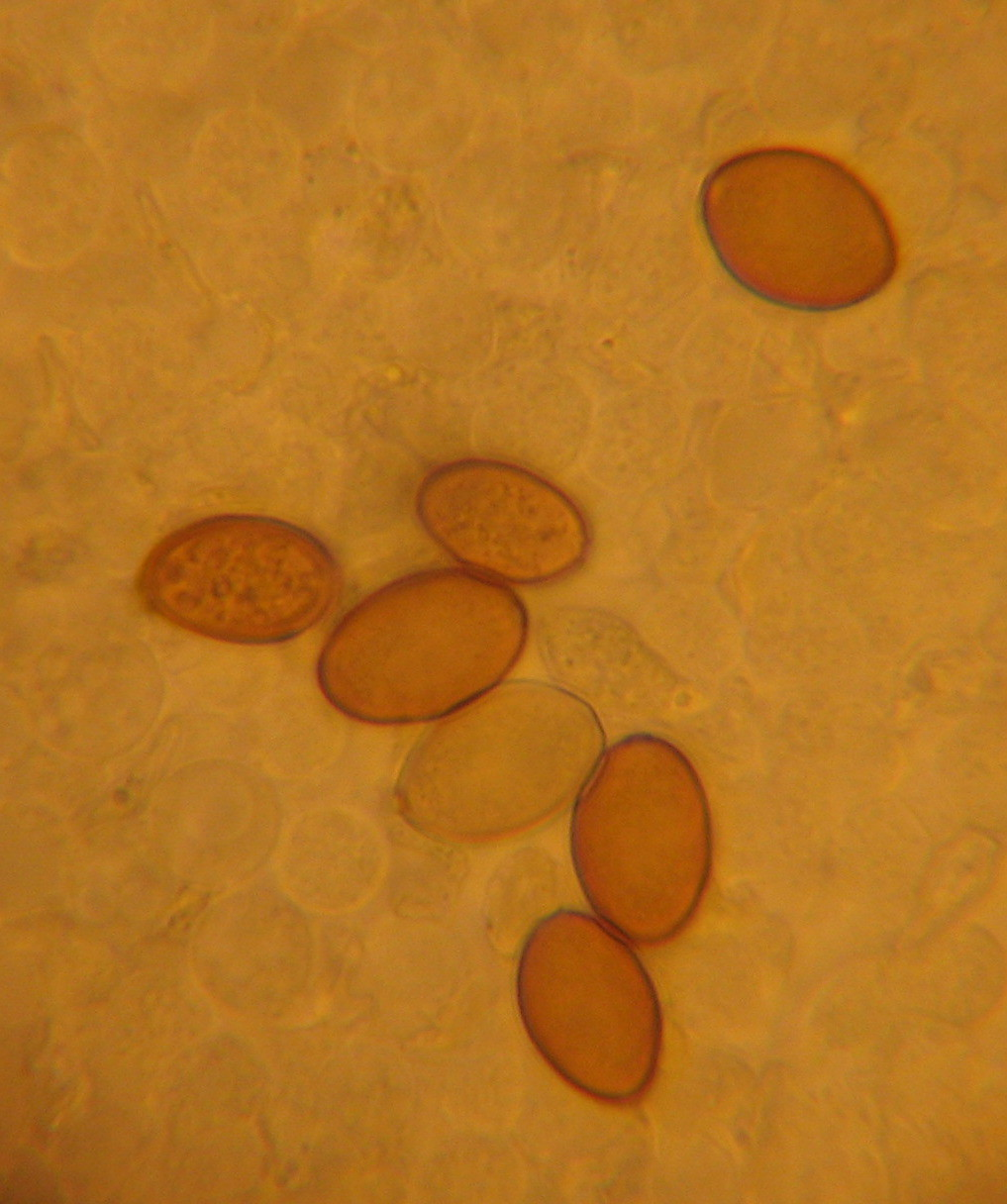
Bào tử của nấm Agrocybe pediades

- Agrocybe farinacea (có thể chứa chất psilocybin - C12H17N2O4P)
- Agrocybe firma
- Agrocybe lazoi
- Agrocybe ludoviciana[3]
- Agrocybe molesta
- Agrocybe paludosa
- Agrocybe parasitica
- Agrocybe pediades (nấm cỏ phổ biến)
- Agrocybe praecox (nấm phổ biến, có thể ăn được)
- Agrocybe procera
- Agrocybe putaminum
- Agrocybe retigera
- Agrocybe rivulosa
- Agrocybe semiorbicularis
- Agrocybe sororia
- Agrocybe vervacti
- Agrocybe viscosa